# Чубай Тарас Григорович
Тара́с Григо́рович Чуба́й (нар. 21 червня 1970, Львів) — український автор-виконавець, рок-музикант та композитор. Народний артист України (2017). Лідер гурту «Плач Єремії» (керівник, автор музики і текстів, вокаліст, музикант).
За роки своєї творчої діяльності написав декілька десятків пісень та видав 11 музичних альбомів. Також написав увертюру до поезо-опери «Крайслер-Імперіал» для симфонічного оркестру.

## Життєпис

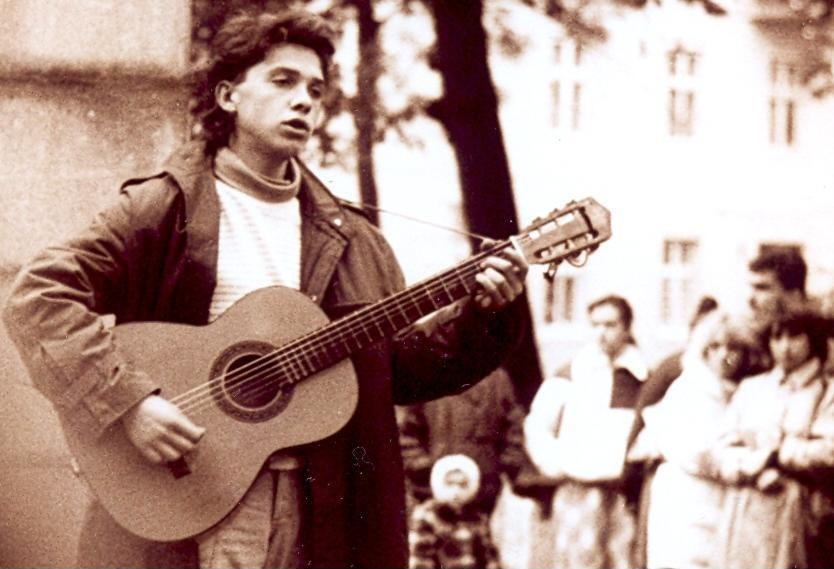
Вечір пам'яті Б.-І. Антонича. 5 лютого 1987

Син поета Григорія Чубая. Своєю творчістю популяризує яскраву поезію батька, а також сучасних українських авторів.
Навчався у Львівській музичній школі ім. С.Крушельницької, закінчив Львівську консерваторію за класом альт .

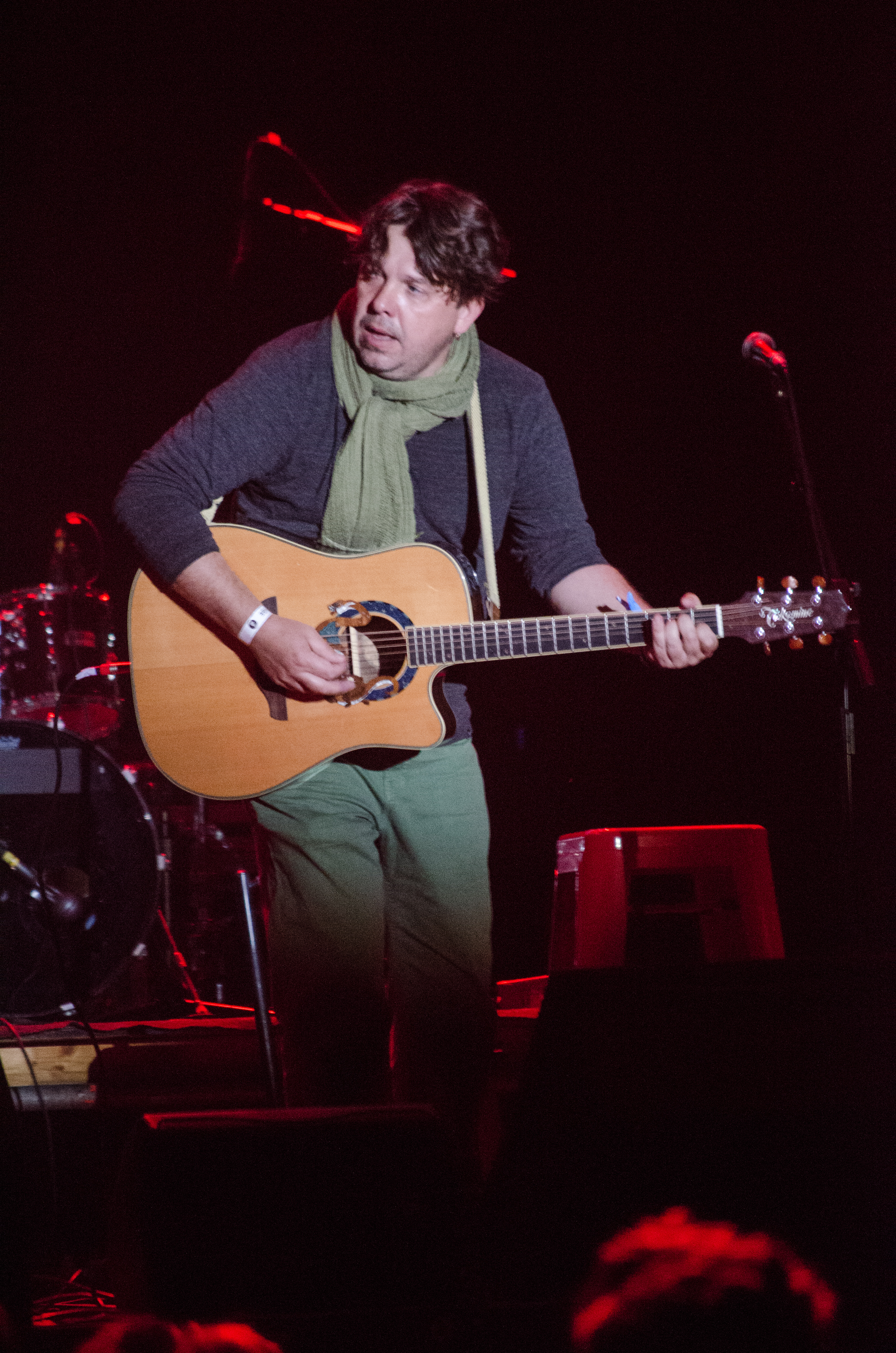
Тарас Чубай під час виступу на Atlas Weekend 2016

1987–1992 — ще студентом брав участь у виступах театру-студії «Не журись!».
1990 — разом із однодумцями (передовсім бас-гітаристом Всеволодом Дячишиним) створив гурт «Плач Єремії», який за кілька років зайняв провідні позиції у хіт-парадах української музики.
У 1999 році Чубай переїздить до Києва, але продовжує співпрацювати з Плач Єремії.
Одними з київських проєктів Тараса стали альбоми записані на студії гурту Скрябін — Наше Різдво і Наші партизани. Довгий час Тарас Чубай з сім`єю мешкав в Гостомелі під Києвом, де мав також свою домашню студію звукозапису.
11 вересня 2003-го у палаці «Україна» відбувся сольний концерт Тараса Чубая, де він представив свій новий альбом «Світло і сповідь». У сольній програмі Тараса Чубая взяли участь камерний оркестр «Віртуози Львова», музиканти гурту «Плач Єремії» та музична формація «Піккардійська Терція».
2008 року Тарасу Чубаю надано звання «Заслужений артист України».
У 2016 році виступив на найбільшому українському фестивалі Atlas Weekend .
24 серпня 2017 року указом президента України йому надано звання «Народний артист України».
25 лютого 2022 року втікав разом з сім`єю від окупації росіян з Гостомелю до Львова. Домашня студія звукозапису була розбита, колекція ґітар викрадена, а приміщення простріляне кулями та понищене уламками снарядів .
23 січня 2023 було перейменовано вулицю на честь Грицька Чубая у Львові. Ввечері Тарас Чубай разом з сестрою Соломією Чубай виступили у Львівській опері .

## Особисте життя
Одружений з Ольгою Чубай (музична критикиня за освітою, закінчила Київську консерваторію, народилася в Макіївці, виросла в Донецьку), батько трьох дітей.
Батько, Григорій Чубай, був видатним українським поетом, мистецтвознавцем. Його пам'ятають як одного із лідерів українського літературно-мистецького андеґраунду 1960-х, 70-х, та 80-х років, самотужки видав літературно-мистецький часопис Скриня (1971).
Сестра Соломія Чубай — також музикантка, вокалістка гурту «Джалапіта» та продюсерка різних літературно-музичних проєктів.

## Політична позиція
Підтримав Петра Порошенка на виборах президента 31 березня 2019 року .

## Гітари
В 90-х Тарас Чубай грав на електроґітарі Ibanez Roadstar II Series та акустичній ґітарі Yamaha. 
В 2000-х роках Тарас Чубай почав грати на Fender Stratocaster і вона стала його основною ґітарою на всіх концертах. Крім того, використовував акустичні гітари Taylor і Takamine (вкраденій окупантами під час окупації Гостомеля) 

## Відзнаки
Згідно з указом Президента N251/2017 від 24.08.2017 — Народний артист України.

## Дискографія

### Тарас Чубай
- 1988 Постать голосу
- 1998 Наше Різдво
- 2000 Наші партизани
- 2002 Наш Івасюк

### Тарас Чубай та Плач Єремії
- 1993 Двері, котрі насправді є
- 1995 Най буде все як є…
- 1997 Хата моя
- 1998 Добре
- 2003 Світло і сповідь ч.1

### Тарас Чубай & Kozak System
- 2014 Пісні самонаведення

## Аудіо
- В. Івасюк. «Червона Рута» у виконанні Тараса Чубая («Плач Єремії»)ⓘ

### Інтерв'ю
- Тарас Чубай шукає памперси. Sumno.com. 14 вересня 2010. Архів оригіналу за 23 січня 2013. Процитовано 22 вересня 2011.
- Інтерв'ю Чубая на ТВІ. Весна 2011-го року на YouTube
- Львів потрапив під вплив російсько-хохляцької телевізійно-радійної схеми. Zaxid.net. 2 липня 2010. Архів оригіналу за 23 січня 2013. Процитовано 2010-06-3.